# Mofeta

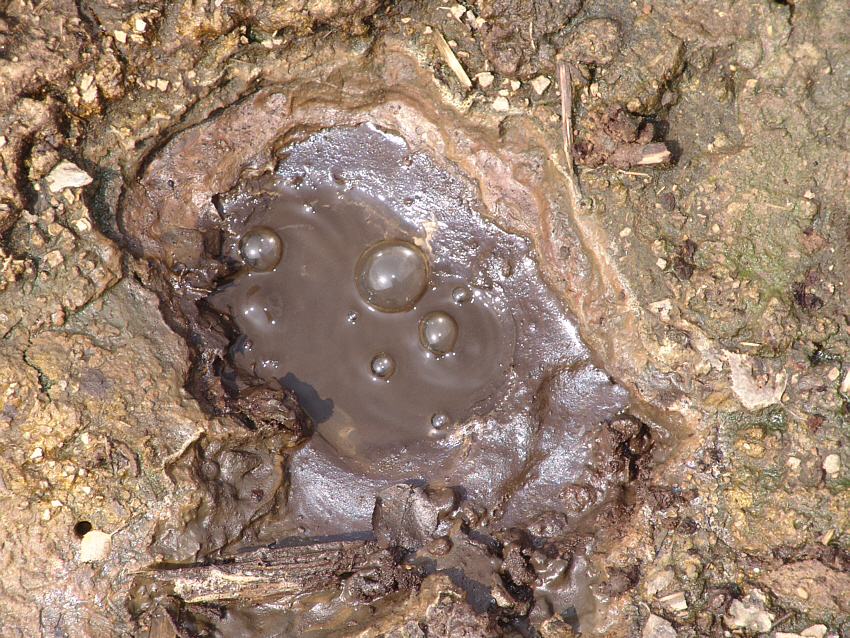
Mofetas na Reserva Natural Nacional de Soos perto de Skalná, República Tcheca

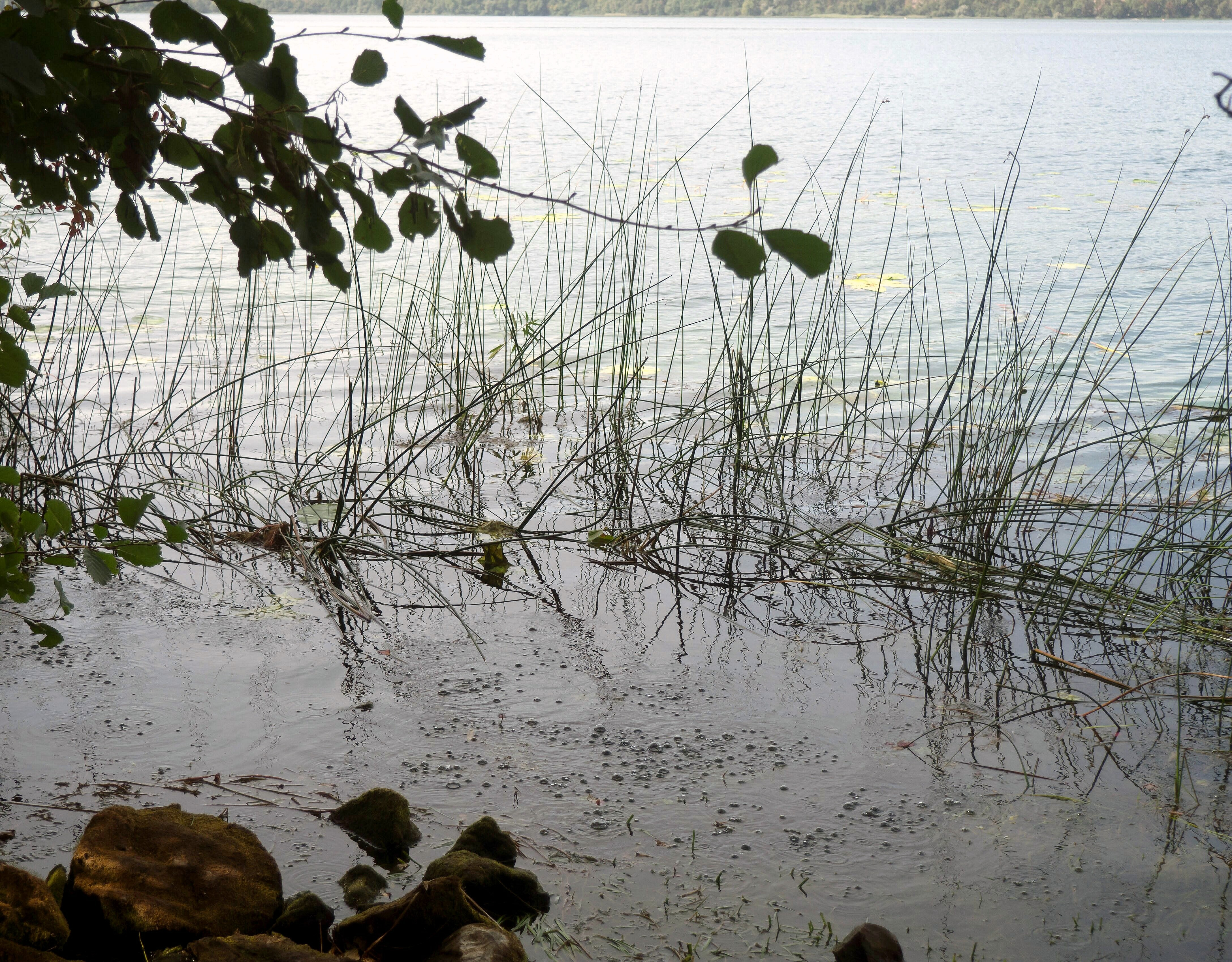
Mofetas na margem leste do Laacher See na Renânia-Palatinado, Alemanha.

Mofeta é a designação dada às fumarolas que emitem compostos enriquecidos em dióxido de carbono gasoso a cerca de 100 ºC.